# Кастеллано і Піполо
Кастеллано і Піполо (італ. Castellano e Pipolo) — творчий дует італійських сценаристів-комедіографів: Франко Кастеллано (італ. Franco Castellano, 20 червня 1925 Рим — 28 грудня 1999 Рим) і Джузеппе Моччіа (Піполо) (італ. Giuseppe Moccia, 22 червня 1933 Вітербо — 20 серпня 2006 Рим).

## Історія
Сценаристи вперше познайомилися в середині 1950-х років під час спільної підготовки одного з випусків відомої італійської гумористично-сатиричної газети «Marc'Aurelio». У їхніх фільмах знімалися Адріано Челентано, Паоло Вілладжо, Орнелла Муті, Енріко Монтезано, Елеонора Джорджі тощо.

## Фільмографія
- 1960 — Ми два втікача
- 1964 — Дванадцять марсіанських рук
- 1973 — Неймовірні пригоди італійців у Росії (сценаристи)
- 1976 — Синьйор Робінзон
- 1978 — Дядько Адольф на прізвисько Фюрер
- 1979 — Оксамитові ручки
- 1979 — Доктор Джекіл і мила пані
- 1979 — Субота, неділя та п'ятниця
- 1980 — Приборкання норовистого
- 1981 — Ас
- 1981 — Шалено закоханий
- 1982 — Гранд-готель «Ексельсіор»
- 1983 — Особливі прикмети: Чарівний красень
- 1986 — Буркотун
- 1986 — Універмаг
- 1986 — Школа злодіїв
- 1987 — Школа злодіїв 2
- 1992 — Сен-Тропе

## Джерело
- Castellano на сайті IMDb (англ.)
- Pipolo на сайті IMDb (англ.)